# Cantagalo
Cantagalo là một đô thị thuộc bang Minas Gerais, Brasil. Đô thị này có diện tích 141,839 km², dân số năm 2007 là 3967 người, mật độ 28,5 người/km².